# Jacques Errera (banquier)
Pour les articles homonymes, voir Errera.
Jacques (ou Giacomo) Errera (né à Venise le 20 juillet 1834 et mort à Uccle, au Vivier d'Oie, le 12 décembre 1880), est un banquier et consul-général d'Italie en Belgique.

## Biographie
Jacques Errera est l'époux de Marie Oppenheim, mécène et philanthrope ; deux fils sont nés de cette union : Léo et Paul. En 1868, le couple s'installe dans un luxueux hôtel de maître, l'ancien refuge de l'Abbaye de Grimbergen, qui deviendra l'Hôtel Errera situé rue Royale à Bruxelles.
Avec son beau-père, Joseph Oppenheim, Jacques Errera est le fondateur de la banque Oppenheim-Errera.
En 1871, avec d'autres grands financiers, il fonde la banque de Bruxelles.